# Cambridgeshire
Cambridgeshire là một hạt của Anh. Hạt có diện tích 3.389 km², dân số người. Thủ phủ hạt đóng ở Cambridge. Hạt này giáp giới với Lincolnshire của phía bắc, Norfolk phía đông bắc, Suffolk về phía đông, Essex và Hertfordshire về phía nam, và Bedfordshire và Northamptonshire về phía tây. Hạt Cambridgeshire ngày nay được hình thành từ các hạt lịch sử của Cambridgeshire và Huntingdonshire, cùng với Isle of Ely và Soke của Peterborough, nó chứa hầu hết các khu vực được gọi là Silicon Fen. Cambridgeshire kết nghĩa với huyện Viersen, Đức.